# Cidadela do Capitolino
A Cidadela do Capitolino ou Cidadela Capitolina (em latim: Arx Capitolina), por vezes somente referida como Cidadela, é a porção setentrional do monte Capitolino, que mantinha-se separada da porção sul, o Capitólio propriamente, por uma depressão (Asilo). Cobre uma área de 1 hectare e têm uma altura de 49 metros acima do nível do mar. Apesar da ausência de uma guarnição permanecente, serviu como cidadela de Roma após a cidade ter-se expandido suficientemente para incluir os montes Quirinal e Viminal, tendo ela mantido esta função militar até ao menos o século I. Inicialmente sentinelas foram dispostas sobre a cidadela com a função de erguer um vexilo vermelho (em latim: vexillum russi coloris) caso algum inimigo se aproximasse.
Diz-se que Tito Lívio teria habitado-a, assim como o cônsul Marco Mânlio Capitolino, cuja casa fora destruída em 384 a.C., quando o senado decretou que, doravante, nenhum patrício deveria habitar sobre a cidadela ou o Capitólio. No sítio desta residência foi erigido o Templo de Juno Moneta em 344 a.C.. Provavelmente o Templo da Concórdia, dedicado em 217 a.C., também fora edificado aqui, assim como outros dois, o de Vejóvis e o da Honra e Virtude. Nenhum outro edifício público é registrado sobre a cidadela, embora sabe-se que no canto nordeste estava o Auguráculo, um espaço aberto onde os áugures tomavam suas observações.
Sua topografia original é atualmente um tanto incerta, em grande parte devido a construção da Basílica de Santa Maria em Aracoeli no século IX, que mudou completamente todas as condições topográficas anteriores. Quando da construção do grande monumento nacional em honra a Vítor Emanuel na porção da cidadela ao norte da basílica, alguns traços do penhasco escarpado e de muros de tufo da fortificação primitiva, bem como fragmentos de três seções da posterior Muralha Serviana que atravessou a canto norte do monte, foram descobertos. Duas destas seções estavam sobre o nordeste, e uma a noroeste, logo abaixo do topo. Com base em evidências descobertas próximo a Santa Rita e ao longo da linha da Via Júlio Romano, sabe-se que as casas privadas anteriores existentes sobre a região estenderam-se a alguma distância sobre os lados da cidadela do solo inferior para baixo, como fizeram nas encostas Capitólio e nos limites do Asilo.

## Localização
| Planimetria do Capitólio antigo |
| --- |
| Area capitolina Arx Fórum Romano Fóruns imperiais Velabro Templo de Júpiter Capitolino Tabulário Templo de Juno Moneta Teatro de Marcelo Fórum Holitório Templo de Belona Templo de Júpiter Ferétrio Templo de Vejóvis Auguráculo Iseu Templo de Júpiter Guardião (?) Templo da Concórdia (?) Templo de Júpiter Conservador Cabana de Rômulo Altar Templo Tensário Templo de Júpiter Tonante Clivo Capitolino "Cem Passos" Porta Pandana Templo de Jano Templo de Juno Sóspita Templo de Esperança Templo de Augusto Asilo "Entre Dois Bosques" Vico Jugário Campo de Marte Pórtico dos Deuses Harmoniosos Templo de Vespasiano Templo da Concórdia Tuliano Clivo Argentário Templo de Vênus Ericina Templo de Mente (?) Templo de Fides (?) Templo de Ops (?) Arco de Cipíão Templo de Saturno Basílica Júlia |